# Stargate: Continuum
Stargate: Continuum è un film del 2008 diretto da Martin Wood.
È il secondo film basato sulla serie televisiva Stargate SG-1, sceneggiato da Brad Wright, ed è stato distribuito direttamente in versione Direct-to-video.

## Trama
L'ultimo clone di Ba'al è stato catturato e la squadra SG-1 è stata invitata assieme al generale Jack O'Neill sul pianeta dei Tok'ra per assistere alla cerimonia di estrazione del simbionte dal corpo del suo ospite. Prima della cerimonia però, Ba'al rivela che lui è l'ultimo dei cloni, ma il vero Ba'al è ancora in circolazione ed ha un piano infallibile per riconquistare il potere assoluto nella galassia e che il mezzo con cui lo farà è già stato attivato. Dopo queste parole ad una ad una tutte le persone nella sala, a partire da Vala e da Teal'c, svaniscono nel nulla. Nella confusione Ba'al si libera e uccide O'Neill, venendo ucciso a sua volta da Mitchell. O'Neill, morente, ordina ai rimanenti membri della squadra di tornare sulla Terra attraverso lo Stargate. Appena in tempo perché l'intera città Tok'ra sta scomparendo. Il piano di Ba'al è infatti quello di usare una macchina del tempo per tornare nel passato così da riconquistare il potere supremo della galassia ed impedire ai terrestri di trovare lo Stargate, affondando nel 1939 la nave che lo trasportava dall'Europa verso l'America, l'Achille. Fu grazie al capitano dell'Achille, nonno di Cameron Mitchell, che la nave arrivò in America, gettando un ordigno Goa'uld fuori bordo. La bomba fu posta da Ba'al che, ritornato indietro nel tempo, riesce questa volta ad uccidere tutti i membri dell'equipaggio, anche il capitano, che riesce comunque a gettare la bomba nell'oceano. Alla deriva, la nave arriva fino nell'Artico, dove rimane fino ai giorni nostri. È qui che arriva l'SG-1 in fuga dal pianeta dei Tok'ra. Ritrovati dall'esercito scoprono che sono capitati in una diversa linea temporale dove lo Stargate non è mai stato scoperto e quindi non esiste nessun Progetto Stargate, Daniel è ancora deriso dalla comunità scientifica, Sam è un'astronauta morta in un incidente spaziale e il colonnello Mitchell non è mai nato. Nel frattempo Ba'al ha sconfitto tutti i signori del Sistema, adesso suoi sottoposti, ed è affiancato dalla sua regina Quetesh, che ha come ospite il corpo di Vala ed il suo primo è Teal'c, a cui è stata promessa la libertà per il suo popolo appena la Terra sarà conquistata. I membri della SG-1 vengono separati, ma dopo un anno Ba'al arriva con la sua flotta nell'orbita terrestre e prende i contatti col presidente degli Stati Uniti, a cui promette di essere in pace e accorda un incontro. La SG-1 viene quindi richiamata dal governo e avverte del pericolo che incombe sul pianeta. Quetesh nel frattempo uccide Ba'al, ma viene sorpresa da Teal'c, che scappa con una navetta per tentare di vendicare in seguito il suo dio. Quetesh quindi prende una nave madre e torna sul suo pianeta ordinando a Cronus di attaccare e conquistare la Terra. Iniziato l'attacco, il presidente Heyes dà il via al piano ideato dalla SG-1: usare lo Stargate dell'avamposto dell'Antartide (quello nell'Artico non è stato trovato) per andare a recuperare uno ZPM per attivare l'arma degli Antichi. In viaggio su degli F-15 verso l'Antartide, la squadra apprende che la base di McMurdo e la base di trivellazione in Antartide sono state colpite e, attaccati dall'orbita e dagli alianti della morte, si dirigono verso la Russia. Infatti i Russi hanno trovato lo Stargate dell'Artico e la SG-1 può usarlo per salvare il pianeta. Arrivati allo Stargate, la SG-1 è raggiunta da Teal'c, e insieme si dirigono verso il pianeta dove si trova la macchina del tempo di Ba'al. Arrivati sul pianeta, Carter si mette all'opera per trovare una destinazione temporale per far tornare come prima la linea temporale; ci riesce, ma solo Mitchell tornerà indietro nel tempo perché Carter, Jackson e Teal'c vengono uccisi dai jaffa di Quetesh. Tornato indietro nel tempo, Mitchell si imbarca sulla nave Achille, e uccide Ba'al e i suoi jaffa, impedendo che la nave sia dirottata. Le scene tornano all'esecuzione di Ba'al, che avviene senza complicazioni. Tornati alla base, nella scena finale si vede una foto del nonno di Mitchell nell'armadietto di quest'ultimo, abbracciato però allo stesso Mitchell tornato indietro nel tempo per sventare l'attacco di Ba'al.

## Produzione

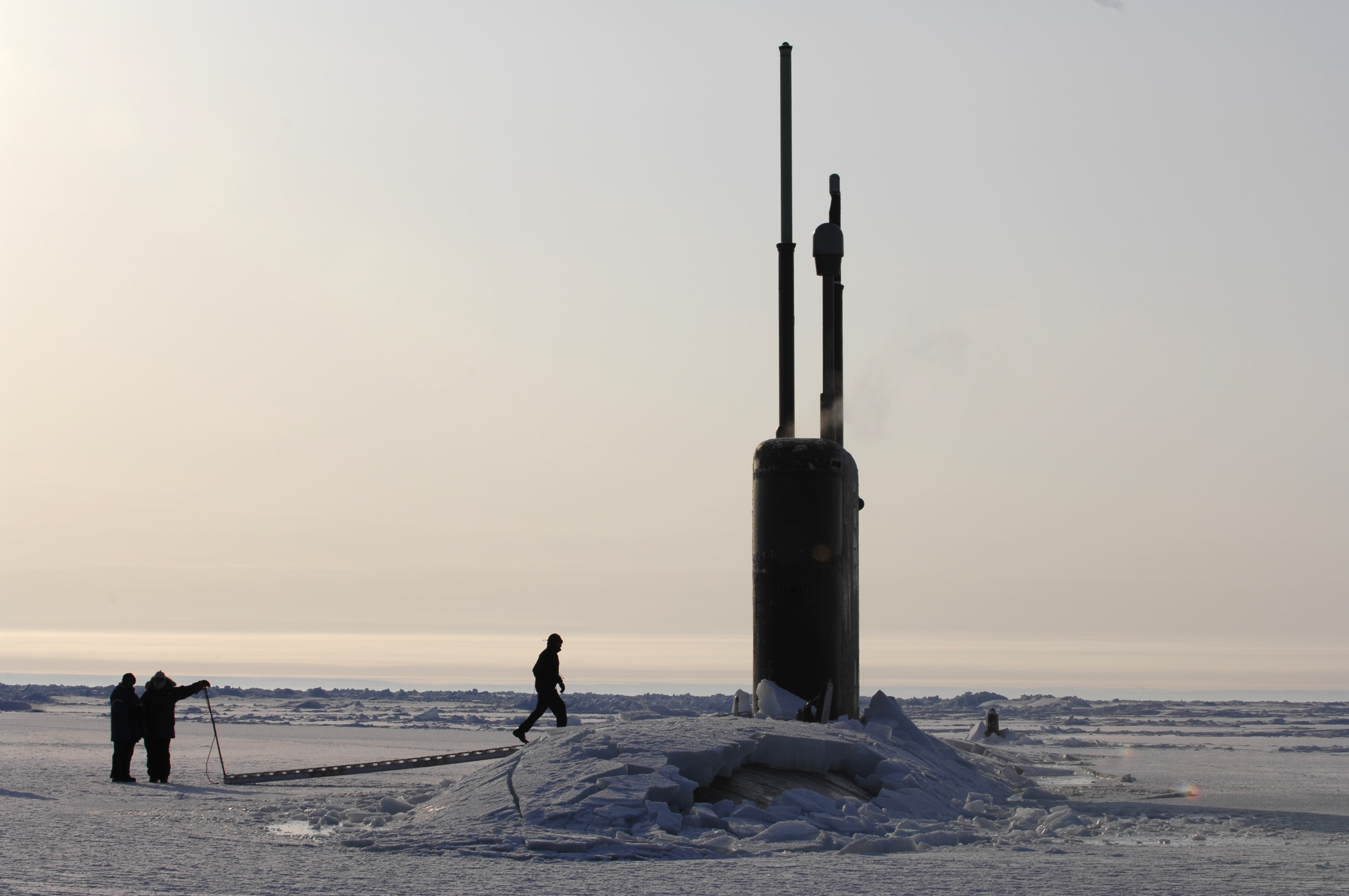
La USS Alexandria durante una ripresa del film.

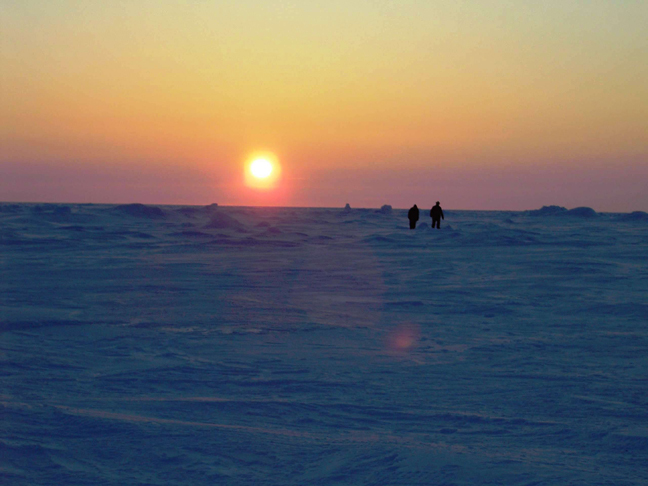
Ben Browder e Amanda Tapping mentre girano una scena del film sulla banchisa dell'Artico.

Il film è stato scritto da Brad Wright e diretto da Martin Wood con un budget di circa 7 milioni di dollari, e prodotto da Acme Shark, Kawoosh! Productions DTV II e Metro-Goldwyn-Mayer. La buona realizzazione del film è stata possibile dal fatto che gli autori dovevano scrivere una storia autoconclusiva, senza il peso di dover chiudere una vicenda portante della serie, come invece era successo per Stargate: l'arca della verità. Il film è stato girato in 19 giorni, più i cinque per girare nell'Artico. Importante è stato l'aiuto dell'Esercito degli Stati Uniti, che ha fornito alcuni caccia F-15 e il sottomarino USS Alexandria, con tanto di equipaggio, per le riprese nell'Artico. Le riprese nell'Artico sono state girate presso il Laboratorio di Fisica Applicata della Marina degli Stati Uniti 370 km a nord di Prudhoe Bay, in Alaska. Stargate: Continuum è entrato nel Libro dei Guinness dei primati come "film girato più a nord del mondo".
Richard Dean Anderson ha fatto parte del cast del film nel ruolo del suo storico personaggio Jack O'Neill.

## Distribuzione
L'edizione DVD e Blu-Ray Disc è stata commercializzata a partire dal 29 luglio 2008 negli Stati Uniti.
Il produttore esecutivo del film, Robert C. Cooper, ha affermato che la FOX si occuperà della distribuzione casalinga, mentre la Metro-Goldwyn-Mayer della gestione home video.
La commercializzazione in DVD all'estero è iniziata il 6 agosto 2008 in Australia e il 18 dello stesso mese nel Regno Unito, in Italia invece il film è stato distribuito il 10 settembre 2008.
Il film per ora ha incassato più di 8 milioni di dollari.

## Riconoscimenti
Stargate Continuum ha vinto il High-Def Disc Awards 2008 nella categoria Best Nontheatrical Blu-ray. Il film si è aggiudicato 6 nomination ai Constellation Awards sempre nel 2008; Claudia Black ha vinto nella categoria Best Female Performance in a 2008 Science Fiction Film, TV Movie, or Mini-Series. Inoltre si è aggiudicato 11 nomination ai Leo Awards 2009, vincendone tre.
- 2009 - Constellation Awards
  - Best Female Performance in a 2008 Science Fiction Film, TV Movie, or Mini-Series a Claudia Black[6]
  - Candidatura per Best Female Performance in a 2008 Science Fiction Film, TV Movie, or Mini-Series a Amanda Tapping
  - Candidatura per Best Science Fiction Film, TV Movie, or Mini-Series of 2008
  - Candidatura per Best Overall 2008 Science Fiction Film or Television Script a Brad Wright
  - Candidatura per Best Male Performance in a 2008 Science Fiction Film, TV Movie, or Mini-Series a Richard Dean Anderson
  - Candidatura per Best Technical Accomplishment in a 2008 Science Fiction Film or Television Production a Rainmaker Digital Effects

- 2009 - Leo Awards
  - Migliore sceneggiatura in un film drammatico a Brad Wright[9]
  - Miglior sonoro in un film drammatico a Paul Sharpe, Iain Pattison and Graeme Hughes[9]
  - Miglior attore protagonista in un film drammatico a Michael Shanks[9]
  - Candidatura per il miglior regista in un film drammatico a Martin Wood[7]
  - Candidatura per il miglior montaggio in un film drammatico Drama a Brad Rines
  - Candidatura per la miglior fotografia in un film drammatico a Peter Woeste
  - Candidatura per il miglior montaggio sonoro in un film drammatico a Devan Kraushar, James Wallace, Kirby Jinnah, Jay Cheetham e Dario DiSanto
  - Candidatura per la miglior scenografia in un film drammatico in a Feature Length Drama a James Robbins
  - Candidatura per i migliori costumi in un film drammatico a Christina McQuarrie
  - Candidatura per i miglior effetti speciali in un film drammatico a Michelle Commens, Stephen Bahr, Christopher Stewart, Krista McLean e James Kawano
  - Candidatura per la miglior attrice protagonista in un film drammatico in a Feature Length Drama a Amanda Tapping